# Bennett Saddle
Der Bennett Saddle (englisch für Bennett-Sattel) ist ein tief verschneiter Gebirgspass im westantarktischen Marie-Byrd-Land. In der Executive Committee Range verläuft er zwischen dem Mount Waesche und dem Mount Sidley.
Das Advisory Committee on Antarctic Names benannte ihn 1962 nach Gerard A. Bennett, der im Februar 1959 bzw. von 1959 bis 1960 den beiden Mannschaften angehörte, die von der Byrd-Station aus die Executive Committee Range bzw. das Marie-Byrd-Land für Vermessungsarbeiten durchquerten.